# Język hiszpański w Stanach Zjednoczonych

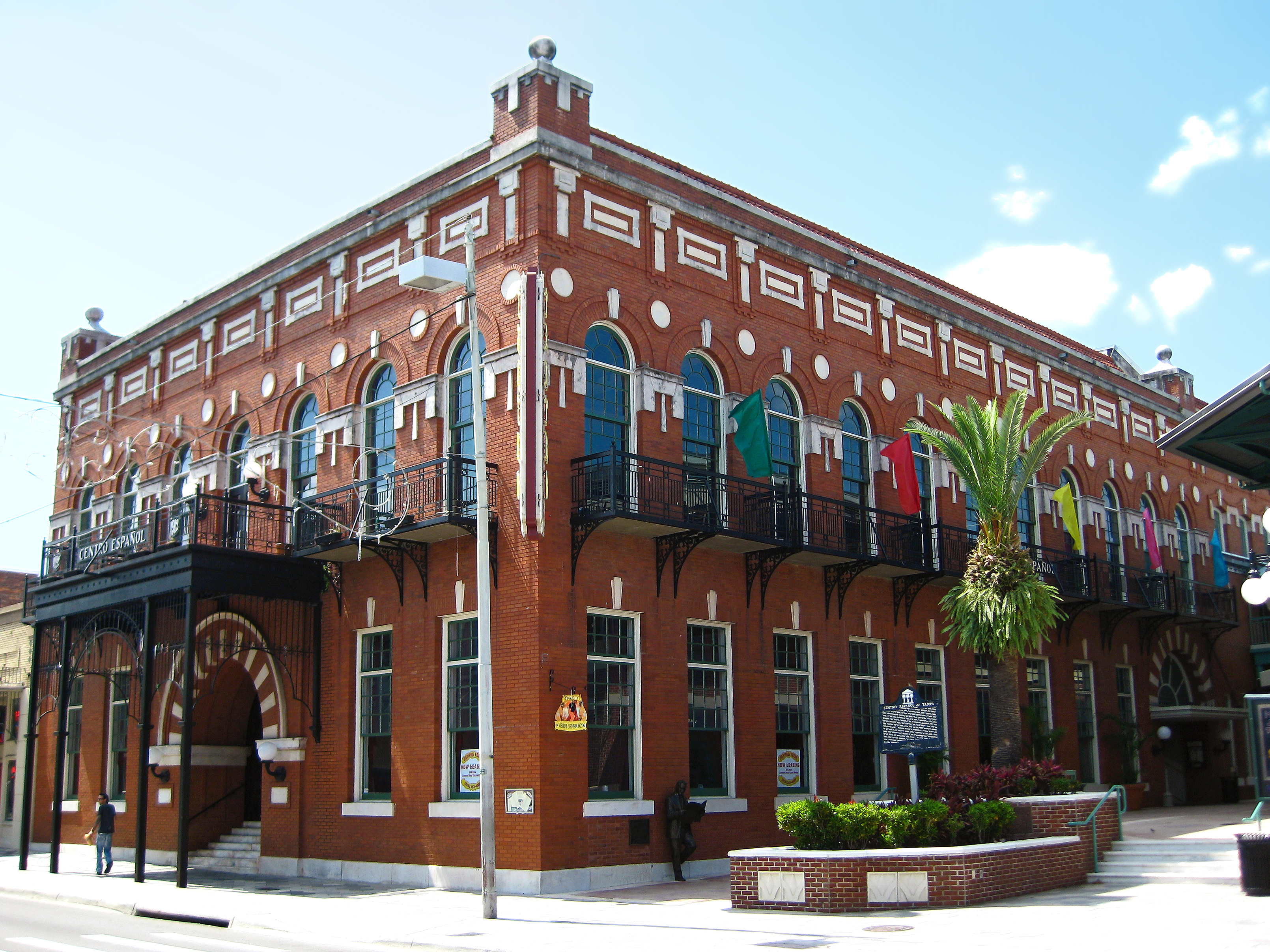
Centro Español de Tampa – Centrum Języka Hiszpańskiego w Tampie na Florydzie

Język hiszpański w Stanach Zjednoczonych jest drugim po angielskim najczęściej używanym językiem. Liczba osób posługująca się nim to ponad 48 mln osób, co czyni ten kraj drugim na świecie (po Meksyku) z największą populacją osób hiszpańskojęzycznych. Przewiduje się, że do roku 2050 Stany Zjednoczone wyprzedzą Meksyk i staną się największym hiszpańskojęzycznym państwem na świecie. Ponadto wiele instytucji, czy stron rządowych jest dwujęzyczne m.in.: Oficjalny Portal Rządowy USA, Biały Dom – La Casa Blanca, FBI czy Strona Opieki Zdrowotnej. W 1973 założona została w Nowym Jorku Academia Norteamericana de la Lengua Española, będąca w strukturach Stowarzyszenia Akademii Języka Hiszpańskiego, która reguluje normy i zasady języka hiszpańskiego.

## Historia

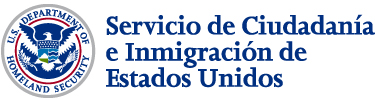
Logo Departamentu Imigracyjnego USA w jęz. hiszpańskim

Język hiszpański ma długą historię na terenie Stanów Zjednoczonych i jest obecny na tych terenach, począwszy od XVI wieku. W 1513 r. Juan Ponce de León, hiszpański żeglarz i konkwistador, przybył na ziemie dzisiejszej Florydy, w 1565 r. na te same tereny dotarł inny hiszpański konkwistador Pedro Menéndez de Avilés, który założył tu miasto San Agustín, dzisiejsze St. Augustine. W wyniku wojny amerykańsko-meksykańskiej w latach 1846–1848, Meksyk utracił około połowy swojego terytorium na rzecz Stanów Zjednoczonych. Na mocy traktatu pokojowego z Guadalupe Hidalgo Meksykanie mieszkający na terenach stanów przyłączonych do USA otrzymali amerykańskie obywatelstwo. Traktat ten regulował również status języka hiszpańskiego w Kalifornii mówiąc, iż: wszystkie ustawy, dekrety, rozporządzenia i przepisy pochodzące z jednego z trzech mocarstw najwyższych tego stanu, które ze swej natury wymaga publikacji, muszą być publikowane w językach angielskim i hiszpańskim. W 1870 r. Anglosasi stali się większością w Kalifornii tym samym w 1879 r. władze stanu ustanowiły nową konstytucję, zgodnie z którą wszystkie oficjalne postępowania powinny być prowadzone w języku angielskim, zachowując tę klauzulę, która weszła w życie dopiero w 1966 roku. Jednakże dziś język hiszpański jest powszechnie stosowany w całym stanie zarówno we wszystkich instytucjach stanowych, środkach transportu czy w mediach publicznych. Ponadto wszystkie dokumenty stanowe stanu Kalifornia wydawane są w dwóch językach: angielskim i hiszpańskim.
Hiszpański jest używany również w całym stanie Nowy Meksyk, gdzie jest językiem urzędowym wraz z językiem angielskim i cieszy się tam ochroną konstytucyjną, także w stanie Kolorado i na południu całych Stanów Zjednoczonych wzdłuż granicy z Meksykiem, począwszy od XVII wieku. W Teksasie, angielski jest używany w sposób konwencjonalny, ale stan ten nie ma języka urzędowego, a język hiszpański jest tu drugim po angielskim najpowszechniej używanym językiem. Począwszy od II połowy XX wieku, język hiszpański został wzmocniony w Stanach Zjednoczonych przez duży napływ imigrantów z krajów Ameryki Środkowej, Karaibów i Meksyku i stał się drugim językiem komunikacji w tym kraju, obecnie ten trend trwa i hiszpański rozprzestrzenia się po coraz większej ilości miast i stanów (tzw. proces latynizacji Stanów Zjednoczonych), zaś Amerykanie, dla których językiem ojczystym jest angielski, uczą się hiszpańskiego obowiązkowo w szkołach i na uczelniach, począwszy od edukacji przedszkolnej.

## Ludność hiszpańskojęzyczna w USA

Rozmieszczenie użytkowników jęz. hiszpańskiego według poszczególnych stanów

Ludność hiszpańskojęzyczna na terenie Stanów Zjednoczonych

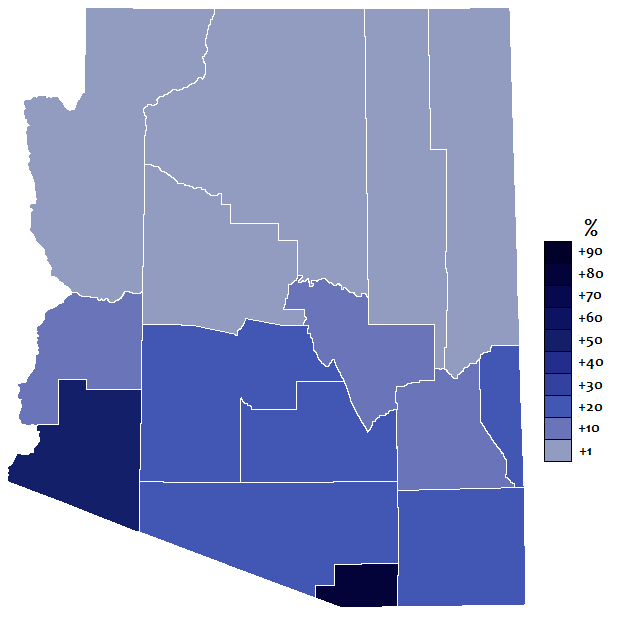
Rozmieszczenie użytkowników j. hiszpańskiego w stanie Arizona

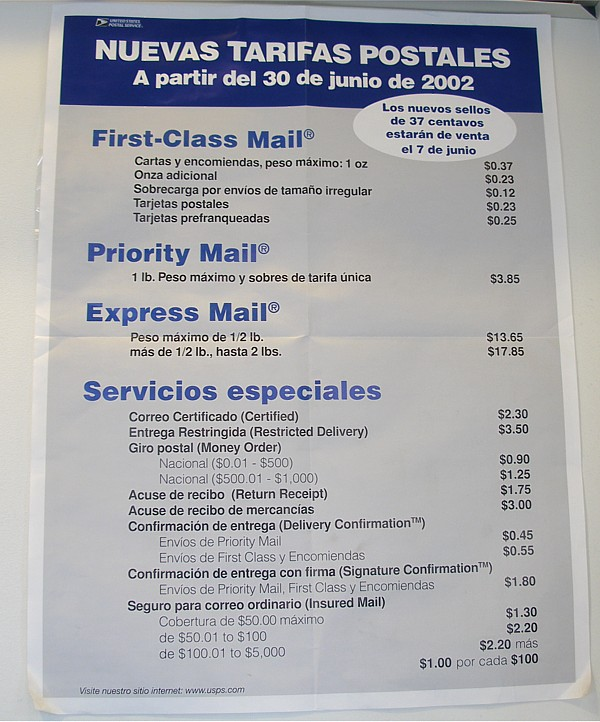
Plakat z poczty w Kalifornii z cennikiem usług wyłącznie w jęz. hiszpańskim

## Ludność hiszpańskojęzyczna w USA[5]
| Stan                | Ludność                            | %     | Wzrost 2000–2010 |
| ------------------- | ---------------------------------- | ----- | ---------------- |
| Portoryko           | 3 988 128                          | 99%   | 2,4%             |
| Nowy Meksyk         | 953 403                            | 48,3% | 24,6%            |
| Kalifornia          | 14 013 719                         | 37,6% | 27,8%            |
| Teksas              | 9 460 921                          | 37,6% | 41,8%            |
| Arizona             | 1 895 149                          | 30,6% | 46,3%            |
| Nevada              | 716 501                            | 26,5% | 81,9%            |
| Floryda             | 4 223 806                          | 22,5% | 57,4%            |
| Kolorado            | 1 038 687                          | 20,7% | 41,2%            |
| New Jersey          | 1 555 144                          | 17,7% | 39,2%            |
| Nowy Jork           | 3 416 922                          | 17,6% | 19,2%            |
| Illinois            | 2 027 578                          | 15,8% | 32,5%            |
| Connecticut         | 479 087                            | 13,4% | 49,6%            |
| Utah                | 358 340                            | 13%   | 77,8%            |
| Rhode Island        | 130 655                            | 12,4% | 43,9%            |
| Oregon              | 450 062                            | 11,7% | 63,5%            |
| Idaho               | 175 901                            | 11,2% | 73%              |
| Waszyngton          | 755 790                            | 11,2% | 71,2%            |
| Kansas              | 300 042                            | 10,9% | 59,4%            |
| Massachusetts       | 627 654                            | 9,6%  | 46,4%            |
| Nebraska            | 167 405                            | 9,2%  | 77,3%            |
| Dystrykt Kolumbii   | 54 749                             | 9,1%  | 21,8%            |
| Oklahoma            | 332 007                            | 8,9%  | 85,2%            |
| Wyoming             | 50 231                             | 8,9%  | 58,6%            |
| Hawaje              | 120 842                            | 8,9%  | 37,8%            |
| Georgia             | 853 689                            | 8,8%  | 96,1%            |
| Karolina Północna   | 800 120                            | 8,4%  | 111,1%           |
| Delaware            | 73 221                             | 8,2%  | 96,4%            |
| Maryland            | 470 632                            | 8,2%  | 106,5%           |
| Arkansas            | 186 050                            | 6,4%  | 114,2%           |
| Indiana             | 389 707                            | 6%    | 81,7%            |
| Wisconsin           | 336 056                            | 5,9%  | 74,2%            |
| Pensylwania         | 719 660                            | 5,7%  | 82,6%            |
| Alaska              | 39 249                             | 5,5%  | 51,8%            |
| Karolina Południowa | 235 682                            | 5,1%  | 147,9%           |
| Iowa                | 151 544                            | 5%    | 83,7%            |
| Wirginia            | 631 825                            | 4,7%  | 91,7%            |
| Minnesota           | 250 258                            | 4,7%  | 75,5%            |
| Tennessee           | 290 059                            | 4,6%  | 134,2%           |
| Michigan            | 436 358                            | 4,4%  | 34,7%            |
| Luizjana            | 192 560                            | 4,2%  | 78,7%            |
| Alabama             | 185 602                            | 3,9%  | 144,8%           |
| Missouri            | 212 470                            | 3,5%  | 79,2%            |
| Ohio                | 354 674                            | 3,1%  | 63,4%            |
| Kentucky            | 132 836                            | 3,1%  | 121,6%           |
| Montana             | 28 565                             | 2,9%  | 58%              |
| New Hampshire       | 36 704                             | 2,8%  | 79,1%            |
| Dakota Południowa   | 22 119                             | 2,7%  | 102,9%           |
| Missisipi           | 81 481                             | 2,7%  | 105,9%           |
| Dakota Północna     | 13 467                             | 2%    | 73%              |
| Vermont             | 9208                               | 1,5%  | 67,3%            |
| Maine               | 16 935                             | 1,3%  | 80,9%            |
| Wirginia Zachodnia  | 22 268                             | 1,2%  | 81,4%            |
| Łącznie             | 50 477 594 54 465 722 (+Portoryko) | 16,3% | 43,5%            |

### Nowa większość hiszpańska wNowym Meksyku
W stanie Nowy Meksyk od 1 lipca 2006 r. ludność pochodzenia hiszpańskiego stała się większością, w wyniku największego przyrostu ludności; taki stan rzeczy zdarzył się ostatni raz w 1850 roku, dwa lata po włączeniu tego terenu do Stanów Zjednoczonych.
| Latynosi                            | rasa kaukaska | rasa czarna | Indianie | rasa żółta | Hawajczycy | Dwie lub więcej ras |
| ----------------------------------- | ------------- | ----------- | -------- | ---------- | ---------- | ------------------- |
| 874 688                             | 833 933       | 41 794      | 169 616  | 24 555     | 1358       | 23 971              |
| Źródło: United States Census Bureau |               |             |          |            |            |                     |

Ponadto na Wyspach Dziewiczych Stanów Zjednoczonych ludność hiszpańska stanowi około 15% ogółu ludności, czyli 16 788 osób.

## Nauczanie języka hiszpańskiego
Po języku angielskim język hiszpański jest językiem, w którym studiuje największa liczba studentów. Język ten jest najpopularniejszym językiem obcym nauczanym w amerykańskich szkołach, szkołach typu college czy uniwersytetach (ponad 75% wszystkich uczniów i studentów). Obecnie na terenie Stanów Zjednoczonych istnieje pięć Instytutów Cervantesa w: Nowym Jorku, Chicago, Albuquerque, Seattle i San Francisco. W najbliższych latach planowane jest znaczne zwiększenie ilości tej instytucji o kolejne miasta takie jak: Waszyngton, Los Angeles, Boston, Houston czy Denver.

## Mass mediaw języku hiszpańskim

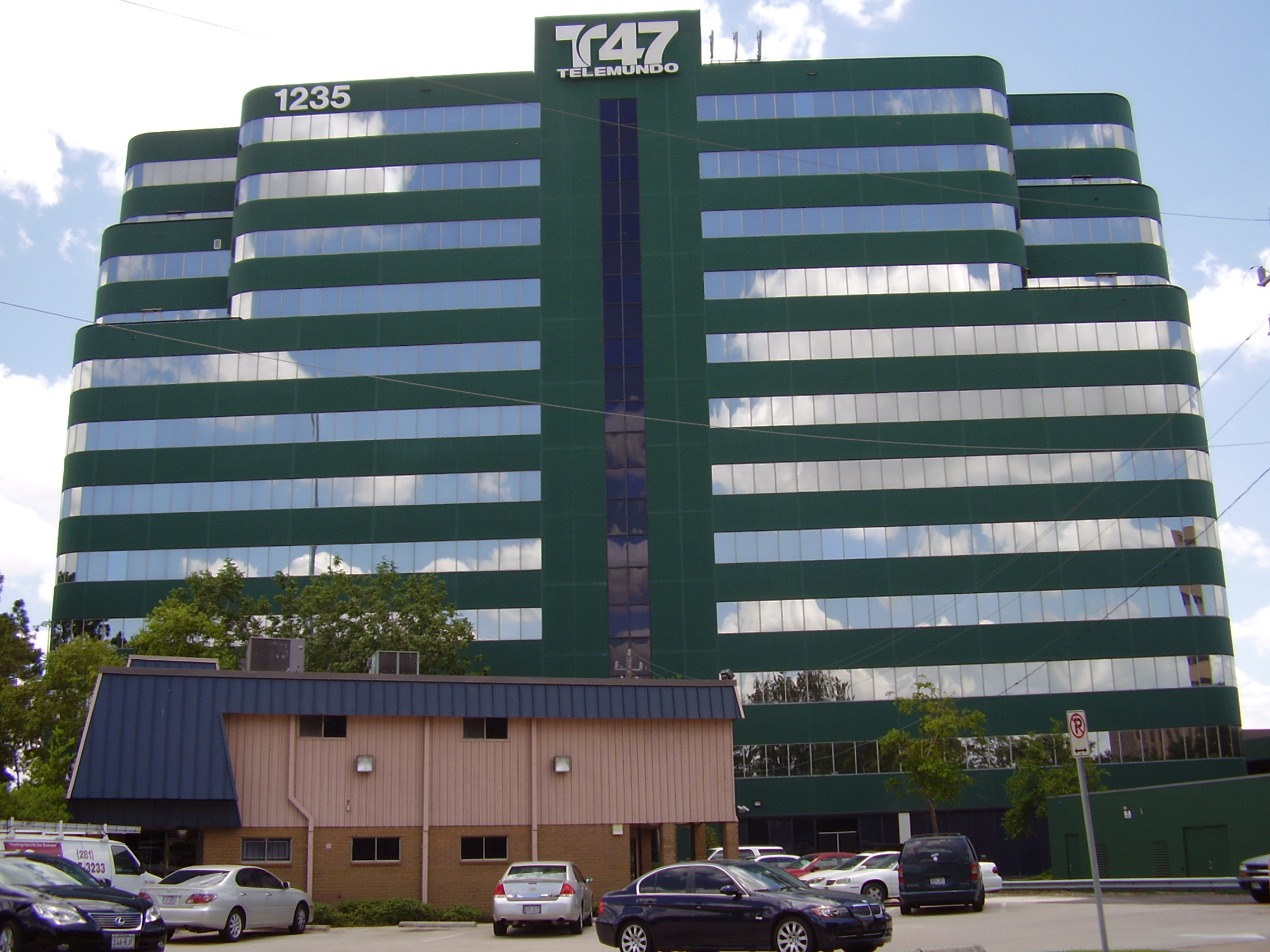
Biurowiec stacji Telemundo w Houston w stanie Teksas

### Telewizja
12 największych stacji telewizyjnych nadających w języku hiszpańskim: Univision (52% amerykańskich gospodarstw domowych), Telemundo, TeleFutura, V-me, Estrella TV, Azteca América, LATV, Mexicanal, Tr3s, Inmigrante TV, Mega TV, CaribeVisión. Wiele amerykańskich stacji telewizyjnych takich jak: Discovery Channel, MTV, Fox Deportes (Fox Sports en Español), CNN en español, Mun2 czy Fox nadaje programy w dwóch językach.

### Radio
Istnieje wiele stacji radiowych nadających po hiszpańsku, największymi są: Univisión Radio, Hispanic Radio Network oraz Entravision Radio. Jednocześnie istnieje wiele innych mniejszych lub większych stacji radiowych nadających po hiszpańsku, którymi są m.in.: Americans for Radio Diversity, Amor 107.5, El Cucuy, eRitmo.com, Estéreo Latino, Estéreo Sol, Frecuencia Latina, La Campeona, La Cubanísima, La Fantástica, La Favorita, La Ley 1079, La Ley 941, La Mega, La Mexicana, La Nueva, La Nueva Tropical, La Nueva 105.9, La Primerísima, La Tremenda, La Zeta, Latino Mix FM, Latino USA, Los Dudes.com, Radio Alerta, Radio América, Radio Avance, Radio Bilingüe, Radio Esperanza, Radio Fiesta, Radio Interativa FM, Radio Mambi La Grande, Radio Omega, Radio Única, Radio y Música, Ritmo Guanaco, Romance FM, Solo Para Mujeres, Stereo Fiesta, Super Estrella, Rhythm Radio, W Radio 690 AM.

### Prasa
La Opinión wydawana w Kalifornii jest najczęściej czytaną gazetą w języku hiszpańskim, następne w kolejności są: El Nuevo Herald wydawana na Florydzie oraz El Diario La Prensa w Nowym Jorku. Ponadto istnieje wiele gazet wydawanych w języku hiszpańskim na terenie Stanów Zjednoczonych w poszczególnych stanach; na poniżej liście znajdują się tylko najważniejsze i największe z nich:
| Stan                | Tytuły |
| ------------------- | --- |
| Arizona             | Monitor Hispano, Prensa Hispana, La Voz, La Estrella de Tucsón |
| Kalifornia          | La Opinión, Bohemio News, El Mensajero, Impacto USA, El Latino, La Prensa de San Diego, Hispanos Unidos, El Observador                                                  |
| Karolina Północna   | La Voz Independiente, El Progreso Hispano |
| Karolina Południowa | Latino |
| Kolorado            | El Hispano |
| Dystrykt Kolumbii   | Washington Hispanic |
| Floryda             | El Nuevo Herald, La Prensa, Diario Las Américas, El Sol de la Florida, El Nuevo Día Orlando                                                                             |
| Illinois            | La Raza, El Puente, El Imparcial, Periódico Hoy |
| Kansas              | Dos Mundos |
| Massachusetts       | El Vocero Hispano, Inc. El Mundo Boston, La Semana, Rumbo, Siglo 21 |
| Michigan            | El Vocero Hispano |
| Nevada              | El Mundo (Las Vegas), Ahora (Reno) |
| Nowy Meksyk         | El Paso Times |
| Nowy Jork           | El Diario La Prensa, Noticia Hispanoamericana, Hoy Nueva York, El Sol News, Wall Street Journal Americas , Hispayork , El Compás oraz Fútbol Mundial (magazyn sportowy) |
| Teksas              | El Sol de Texas, El Hispano News, El Continental, El Día, Diario La Estrella, Rumbo, El Clamor, Al Día, La Subasta                                                      |

## Nazwy w języku hiszpańskim

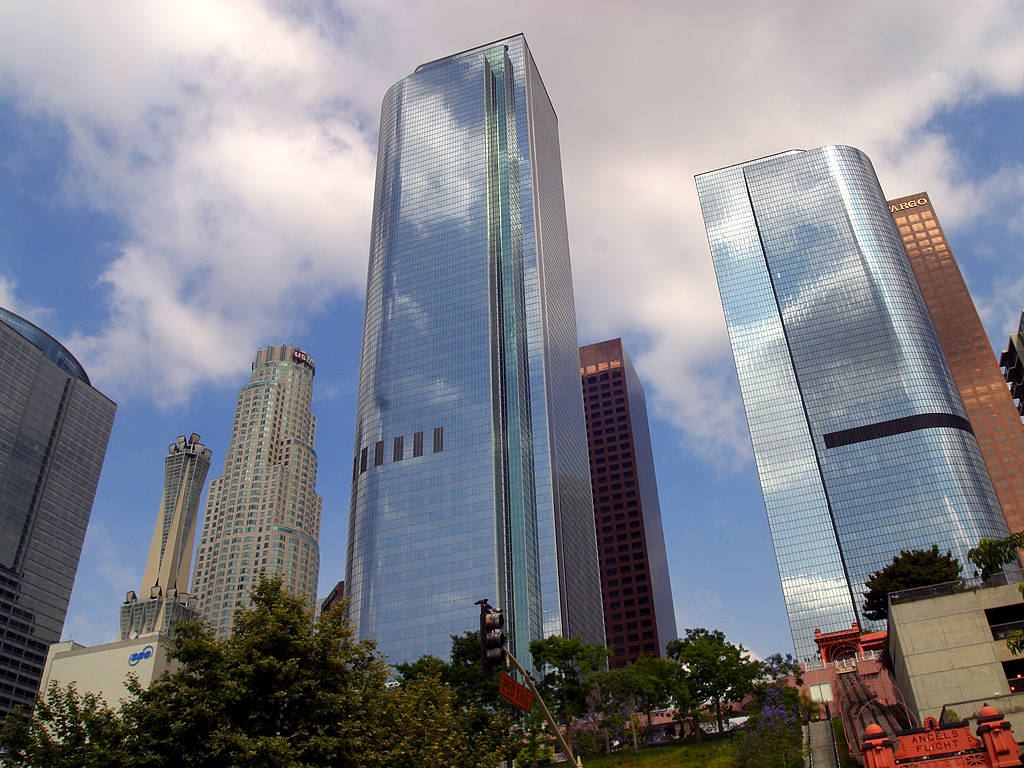
Los Angeles – jedno z największych miast ze skupiskiem ludności latynoskiej w USA

W Stanach Zjednoczonych istnieje wiele nazw pochodzących z języka hiszpańskiego, co związane było z hiszpańską kolonizacją tych terenów, głównie są to obszary południowych stanów. Wiele miast, rzek, gór czy dróg posiada swe oryginalne hiszpańskie nazewnictwo. Ponadto, typowe nazwy miejsc, które są oparte na charakterystycznych cechach danego krajobrazu, mają swe nazwy w języku hiszpańskim, są to np.:
- Arizona: Casa Grande (Duży Dom); San Luis (Św. Ludwik)
- Kalifornia: Los Angeles (Aniołowie); San Francisco (Św. Franciszek); San Diego (Św. Jakub); Sacramento (Sakrament)
- Nevada – pochodzące od słowa nevar (nieva 3 os. l.poj.) oznaczające padać (o śniegu), śnieżny: Las Vegas (Podmokłe tereny)
- Kolorado: El Pueblo (Wieś); Sangre de Cristo Range (Drogocenna Krew Chrystusa)
- Teksas: El Paso (Krok, Przełęcz, Przejście); San Antonio (Św. Antoni)
- Nowy Meksyk: Santa Fe (Święta Wiara); Las Cruces (Krzyże); Española (Hiszpanka)
- Utah: La Sal (Sól)
- Floryda: Cape Canaveral, pochodzący od oryginalnego Cabo Cañaveral (Przylądek Canaveral); Santa Barbara (Św. Barbara)
  - Rzeki: Río Grande (Duża Rzeka); Colorado (Kolorowa rzeka)